# Patrick Nève
Patrick Nève (13 de outubro de 1949 – 13 de março de 2017) foi um automobilista belga de Fórmula 1.
Participou em quatorze corridas, estreando em 16 de maio de 1976. Após algum sucesso na Fórmula Ford e na Fórmula 3, Nève iniciou na Fórmula 1 com a RAM, dirigindo um Brabham. Após breve período na Ensign, ele passou 1977 na WilliamsF1.